# گروه سیو
گروه سیو (انگلیسی: Seiyu Group) شرکت خرده‌فروشی ژاپنی است، که در سال ۱۹۴۶ تأسیس شد.